# 乾杯条例
乾杯条例（かんぱいじょうれい）とは、日本の地方公共団体の条例の一つで、宴会でその地方の特産の酒等、主に清酒で乾杯することを勧め、それを市民、自治体、事業者それぞれが促進に努めることを旨として地方自治体で公布した条例の総称である。具体的な名称は自治体によって様々である。その地方の特産の酒等の消費拡大と文化の発展を目的とした条例である。
元々、日本酒離れに悩む日本酒造組合中央会が、2004年に「日本酒で乾杯推進会議」を発足させ、その活動の結果として条例が制定された。

## 日本酒での乾杯条例
2013年1月15日に京都市で「京都市清酒の普及の促進に関する条例」が施行されたのが最初で、これが注目され全国に広がった。拘束力や罰則などはないが、関連する啓発イベントなどが開かれている。
京都の条例の制定後、関連性は定かではないが30年連続で減少を続けていた伏見の清酒の出荷量が増加に転じた。
この成功に触発され、各地で同様の条例が制定された。
「日本酒で乾杯推進会議」によると、2018年時点で140を超える自治体で、地元の日本酒などで乾杯する条例が制定されている。「日本酒で乾杯推進会議」はこれらを成果に2018年に解消し、今後は「日本酒で乾杯推進運動」は日本酒造組合中央会の「國酒の伝統文化継承事業」に吸収して取り組むとしている。

## 日本酒以外での乾杯条例
地方によっては特産のワインや、焼酎、中には酪農の盛んなところでは牛乳で乾杯という条例になっていることもある。